# 신문성
신문성(1973년 12월 2일 ~ )은 대한민국의 배우이다.

## 출연작

### 영화
- 《교섭》 (2023년) - 선교사 역
- 《올빼미》 (2023년) - 우승지 역
- 《결백》 (2020년) - 대방시공 직원 역
- 《작은 빛》 (2020년) - 곽정도 역
- 《타짜: 원 아이드 잭》 (2019년) - 부동산업자 역
- 《생일》 (2019년) - 건재 아빠 역
- 《베토벤 메들리》 (2018년) - 도빈 역
- 《변산》 (2018년) - 경찰 1 역
- 《반드시 잡는다》 (2017년) - 주민 1 역
- 《내게 남은 사랑을》 (2017년) - 성 반장 역
- 《공조》 (2016년) - 브로커 역
- 《커튼콜》 (2016년) - 문성 역
- 《계춘할망》 (2016년) - 형사 1 역
- 《오피스》 (2015년) - 형사  역
- 《나의 독재자》 (2014년) - 담임 역
- 《김종욱 찾기》 (2010년) - 구류자 역
- 《살인의 추억》 (2003년) - 철가방 역
- 《반상회》 (2001년) - 삼수생 역
- 《흑수선》 (2001년) - 탈출포로들 역

### 드라마
- 《트리거》 (2025년, Netflix) - 황석빈 역
- 《굿보이》 (2025년, JTBC) - 송 계장 역
- 《O'PENing - 아들이 죽었다》 (2024년, tvN) - 석철 역
- 《웨딩 임파서블》 (2024년, tvN) - 강익준 역
- 《사랑이라 말해요》 (2023년, Disney+) - 신 대표 역
- 《악인전기》 (2023년, GENIE TV) - 서춘기 마트 점장 역
- 《법쩐》 (2023년, SBS) - 권성욱 역
- 《썸바디》 (2022년, Netflix) - 민 교수 역
- 《드라마 스페셜 - 얼룩》 (2022년, KBS2) - 공명구 역
- 《검은 태양》 (2021년, MBC) - 장광철 역
- 《안녕? 나야!》 (2021년, KBS2) - 고정도 역
- 《스위트홈》 (2020년, 넷플릭스) - 경비, 경비 괴물 역
- 《동백꽃 필 무렵》 (2019년, KBS2) - 박석용 역
- 《왓쳐》 (2019년, OCN)
- 《아스달 연대기》 (2019년, tvN) - 둔지 역
- 《마담 앙트완》 (2016년, JTBC)
- 《시그널》 (2016년, tvN) - 형사 역
- 《디데이》 (2015년, JTBC) - 팔환자 역
- 《수사관 앨리스》 (2015년, 웹드라마) - 장씨 역
- 《위대한 조강지처》 (2015년, MBC) - 박기중 역
- 《사랑하는 은동아》 (2015년, JTBC) - 의사 역
- 《KBS 드라마 스페셜 - 가만히 있으라》 (2015년, KBS2) - 검시관 역
- 《KBS 드라마 스페셜 - 원혼》 (2014년, KBS2) - 의사 역
- 《KBS 드라마 스페셜 - 괴물》 (2014년, KBS2) - 의사 역